# Юрченко, Фёдор Сергеевич
Фёдор Серге́евич Ю́рченко (8 [21] февраля 1913 года — 16 октября 1943 года) — советский военный лётчик, майор, Герой Советского Союза, участник боёв на Халхин-Голе и Великой Отечественной войны в должности штурмана эскадрильи 44-го скоростного бомбардировочного авиационного полка ВВС Ленинградского фронта.

## Биография
Родился 8 (21) февраля 1913 года в селе Топильно ныне Шполянского района Черкасской области Украины в крестьянской семье. Украинец. Член ВКП(б) с 1939 года. Окончил 7 классов. Работал в колхозе.
В Красной армии с 1935 года. В 1937 году окончил Харьковскую военную авиационную школу лётчиков-наблюдателей. Участник боёв на реке Халхин-Гол (Монголия) в 1939 году. В боях Великой Отечественной войны с июня 1941 года.
Штурман эскадрильи 44-го скоростного бомбардировочного авиационного полка (ВВС Ленинградского фронта) капитан Фёдор Юрченко к маю 1942 года совершил сто сорок три боевых вылета, из них сто шестнадцать — ночью, на бомбардировку скоплений войск, боевой техники и военно-стратегических объектов противника, нанеся врагу ощутимый урон.
Указом Президиума Верховного Совета СССР от 10 февраля 1943 года за образцовое выполнение боевых заданий командования на фронте борьбы с немецко-фашистским захватчиками и проявленные при этом мужество и героизм капитану Юрченко Фёдору Сергеевичу присвоено звание Героя Советского Союза с вручением ордена Ленина и медали «Золотая Звезда» (№ 882).
13 апреля 1943 года штурман Юрченко Ф. С. точно вывел эскадрилью к аэродрому противника и одним из первых сбросил бомбы на стоянки фашистских самолётов. Остальные лётчики эскадрильи довершили разгром врага. Но при возвращении на свой аэродром самолёт штурмана эскадрильи Ф. С. Юрченко был атакован немецкими истребителями. Майор Юрченко вместе со стрелком-радистом отразил несколько атак, и несмотря на ранение в живот его пальцы давили на пулемётные гашетки, посылая смертоносные трассы пуль во вражеские самолёты. Отважный штурман вёл огонь по врагу до тех пор, пока подбитая крылатая машина не вышла из-под вражеских ударов, но сил выбраться из приземлившегося бомбардировщика у него уже не было.
Майор Юрченко Ф. С. скончался от осложнений после полученных ран в Центральном авиационном госпитале в Москве 16 октября 1943 года.

## Награды
- Медаль «Золотая Звезда» Героя Советского Союза (10.02.1943)[2]
- орден Ленина (10.02.1943)[2]
- орден Красного Знамени (03.12.1941)[2]
- орден Отечественной войны I степени (26.04.1943)[2]
- Мелаль За оборону Ленинграда (01.06.1943)[3]

## Память
- В городе Чугуеве Харьковской области установлен памятный знак.
- Кенотаф установлен на Братском кладбище в городе Всеволожске Ленинградской области, где похоронены однополчане Героя.
- Похоронен в Москве на Преображенском кладбище (мемориальный участок 47).